# Lophiola
Lophiola, monotipski biljni rod iz porodice Nartheciaceae.
Jedina vrsta je rizomatozni geofit, L. aurea, raširena po Atlantskom zaleđu Sjeverne Amerike, od Nove Škotske, uz prekide, do Meksičkog zaljeva.

## Sinonimi
- Conostylis americana Pursh; Fl. Am. Sept. 1: 224, t. 6 (1813.)
- Lophiola americana (Pursh) A.Wood; Class-Book (1861.), 697
- Lophiola breviflora Gand.; Bull. Soc. Bot. France 66: 290 (1919.) (1920.)
- Lophiola floridana Gand.; Bull. Soc. Bot. France 66: 290 (1919.) (1920.)
- Lophiola septentrionalis Fernald; Rhodora 23: 243 (1921.) (1922.)
- Lophiola tomentosa (Raf.) Britton, Sterns & Poggenb.; Prelim. Catal. 53 (1888.)

## Vanjske poveznice
|  | Zajednički poslužitelj ima još gradiva o temi Lophiola |
|  | Wikivrste imaju podatke o taksonu Lophiola             |